# Coulonges (Vienne)
Coulonges – miejscowość i gmina we Francji, w regionie Nowa Akwitania, w departamencie Vienne.
Według danych na rok 1990 gminę zamieszkiwały 313 osoby, a gęstość zaludnienia wynosiła 17 osób/km² (wśród 1467 gmin regionu Poitou-Charentes Coulonges plasuje się na 704. miejscu pod względem liczby ludności, natomiast pod względem powierzchni na miejscu 456.).